# Castlevania: Lords of Shadow
Castlevania: Lords of Shadow est un jeu vidéo d'action-aventure développé par MercurySteam et édité par Konami. Il est distribué depuis le 5 octobre 2010 sur Xbox 360 et PlayStation 3 et depuis le 27 août 2013 sur PC.

## Trame
Le joueur incarne Gabriel Belmont, un membre de la Confrérie de la lumière. Gabriel perd sa femme, assassinée par des adorateurs de l'ombre. Les anciens de la confrérie, guidés par un songe, l'envoient alors voir un ancien dieu, Pan, pour contacter l'esprit de son épouse décédée, qui selon eux aurait un message à faire porter à son époux, un moyen de mettre fin à l'ère de Ténèbres que traverse aujourd'hui le monde. Il part ensuite à la recherche d'un mystérieux artefact, un masque doté de pouvoirs immenses dont celui de ramener sa femme défunte : le masque de lumière. Malheureusement, ce masque est brisé en trois morceaux qui ont été confiés aux Seigneurs des Ombres. Il devra faire équipe avec un autre chasseur de démons nommé Zobek qui lui aussi fait partie de la confrérie de la lumière.
Gabriel va donc explorer la cité perdue d'Agharta aux côtés de Claudia, une jeune fille télépathe et muette protégée par un golem, le Chevalier noir. En songe, Gabriel se voit tuer Claudia avec une dague, avant de se rendre compte qu'elle est vraiment morte. Gabriel affronte la colère du Chevalier noir dont il récupère le gantelet. Il tue le seigneur noir des Lycans, Cornell, qui lui révèle la vérité sur la nature des Seigneurs des Ombres : ils sont les penchants ténébreux des anciens maitres de la confrérie de la lumière. En rejoignant Dieu sous forme d’être de lumière pure, ils ont laissé derrière eux leur moitié sombre.
Pan escorte Gabriel ensuite vers les Terres des Vampires. Après avoir vaincu la sorcière-corbeau, Gabriel retrouve Zobek au village de Wygol pour retrouver une relique qui permet de se protéger des vampires avant d'infiltrer le château de Carmilla, la Reine des Vampires. Malgré la fille de la Reine, Laura, qui verra la force de l'amour de Gabriel pour Marie, Gabriel parvient à tuer Carmilla. Gabriel part ensuite dans les terres du Nécromancien, où il retrouve le dernier morceau du masque, mais aussi Zobek, qui enfile le Masque de mort pour montrer sa véritable apparence de Nécromancien. En effet, Zobek a tout orchestré pour que Gabriel reconstitue le masque, le manipulant pour qu'il tue Claudia, mais aussi Marie.
Mais au moment où Zobek est sur le point d'appeler Dieu, c'est Satan qui arrive, met à terre Zobek et s'empare de son masque. Gabriel, entre la vie et la mort, est ramené par le fantôme de Marie pour qu'il affronte Satan, qui, au terme de leur combat, est rappelé par Dieu, libérant ainsi les esprits défunts de la mort. Gabriel découvre que le Masque de lumière permet seulement de voir à travers les yeux de Dieu ; Marie n'est donc pas ramené à la vie. Gabriel s'effondre en larmes.
Après les crédits, l'on retrouve Gabriel des siècles plus tard devenu Dracula et régnant depuis son refuge dans le sommet d'une cathédrale. Zobek a survécu et vient lui demander son aide face au retour imminent de Satan. Zobek lui propose même de le libérer de son immortalité s'il consent à l'aider.
Il existe une version DLC du jeu où l'on apprend ce qui est arrivé à Gabriel après sa victoire sur le Malin: cette version présente deux nouveaux chapitres, Reverie et Resurrection. Dans cette partie, narrée par le héros lui-même, Gabriel est rappelé au château de Carmilla par Laura qui lui demande de supprimer un terrible démon appelé L'Oublié, fruit des expériences d'anciens résidents du château : les Bernhard, et vaincu et emprisonné par les fondateurs de la confrérie dans une faille dimensionnelle. Laura se sacrifie et fait boire son sang à Gabriel car il ne peut entrer dans le monde des morts en tant que mortel. Gabriel finit par anéantir L'Oublié en s'appropriant son pouvoir des Enfers et brise sa croix de combat, scellant sa destinée.

## Système de jeu
Castlevania: Lords of Shadow est un jeu d'action-aventure s’éloignant des mécanismes de jeux des opus précédents de la série, pour s’inspirer plutôt de nombreux éléments ayant fait le succès de séries de jeux telles que God of War,,, Devil May Cry ou Shadow of the Colossus.

### Zones explorables
Les zones explorables de Lords of Shadow sont divisées en différents niveaux répartis sur 12 chapitres, qu'il est possible de revisiter par la suite pour acquérir divers power-ups ou pour relever de nouveaux défis. Ils sont linéaires et laissent peu de place à l’exploration,,.

### Système de combat
Hormis plusieurs phases d’acrobatie (voir Jeu de plates-formes),, Lords of Shadow fait la part belle au combat. Gabriel Belmont, le personnage que le joueur contrôle, peut exécuter deux types d’attaques basiques avec sa croix de combat (combat cross en anglais) : à courte portée mais puissante ou à longue portée mais faible ; chacune peut être réalisée autant sur le sol que dans les airs. Pour diversifier l’expérience, des douzaines d'enchaînements sont disponibles, bien que les frappes les plus destructrices doivent être débloquées à l’aide de points d’expériences accumulés.
À cela s’ajoutent la magie de la lumière et la magie de l'ombre. Lorsqu’activée, leur principale fonction est, pour la magie de la lumière, de régénérer les points de vie du joueur à chaque coup porté à l’ennemi et, pour la magie de l'ombre, d’augmenter les dommages de chaque frappe,. Ces deux magies sont complémentaires et le joueur pourra les utiliser, pour autant qu’il possède l’énergie nécessaire, en alternance selon qu’il soit à la défensive ou à l’offensive. L’énergie nécessaire pour les utiliser peut être recueillie dans certaines statues ou bien en frappant des ennemis lorsque la jauge de concentration est pleine. Pour devenir « concentré », le joueur doit asséner des coups variés à ses ennemis sans se faire toucher. De nouvelles compétences peuvent aussi être débloquées à l’aide de points d’expérience pour la magie.
Finalement, le joueur peut agripper et lancer des ennemis.

### Objets à collectionner
À la différence des autres Castlevania sortis précédemment, il n’y a pratiquement pas d’objets à collectionner dans Lords of Shadow, sauf quelques-uns nécessaires à la réalisation d’une quête ou pour l’une des quatre armes de jet : les dagues, les fées, l’eau bénite et les cristaux libérant une créature qui tuera la plupart des ennemis présents.
On peut noter, dans la partie Bonus, une série de dessins et de croquis (artworks) à « acheter », et donc à collectionner.

### Puzzles
En dehors des combats, plusieurs puzzles parsèment l’aventure de Lords of Shadow,,. Le joueur a la possibilité d’ « acheter » la solution de chacun d’entre eux,, mais doit renoncer par la même occasion à la récompense, qui consiste en un nombre variable de points d’expérience.

## Développement
Annoncé lors de la Games Convention 2009, le jeu a été présenté par Konami lors de sa conférence de presse à l’E3 2009.
Konami ne s'est pas chargé directement de cet opus 3D, ils voulaient en effet redonner un nouveau souffle à la série qui venait de sortir deux épisodes en 3D controversés. Il l'a ainsi confié au studio MercurySteam Entertainment, un petit studio espagnol qui a mis près de quatre ans pour développer le jeu[réf. nécessaire]. Ce studio peu connu a été soutenu par Hideo Kojima, le père de Metal Gear Solid et producteur de ce Castlevania. Le réalisateur du jeu s'est fortement inspiré de Super Castlevania IV dont il est un grand fan (on peut, d'ailleurs, apercevoir Slogra, sans vie, dans la cinématique après le crédit), et voulait rendre cet opus plus proche des premiers Castlevania sur NES et SNES que des Castlevania style Action/RPG (Symphony of the Night et les deux épisodes en 3D sur PlayStation 2). Les développeurs de Kojima Productions ont travaillé sur la localisation japonaise du jeu en s'occupant, entre autres, des voix japonaises. Certaines de ces voix se retrouvent, d'ailleurs, dans la franchise Metal Gear Solid, autre série populaire de chez Konami.

## Distributions voix
- Robert Carlyle : Gabriel Belmont
- Natascha McElhone : Marie Belmont
- Aleksandar Mikic : Pan
- Patrick Stewart : Zobek
- Grace Vance : Laura
- Richard Ridings : Cornell
- Emma Ferguson : Claudia
- Ève Karpf : Baba Yaga
- Adrian Schiller : Abbot Vincent Dorin
- Jason Sampson : Chupacabras
- Sally Knyvette : Carmilla
- Jason Isaacs : Satan

## Réception
- GamesRadar+ : 9/10[9]
- Official Xbox Magazine : 9/10[10]
- Game Informer : 9/10[11]

Récompenses
- GamesMaster de Channel 4 « Gold Award »[12]
- Xbox World 360 « Star Player Accolade »[13]